# Río Cray
El río Cray es un corto río del sur de Inglaterra, un afluente del río Darent. Nace en Priory Gardens, dentro del barrio londinense de Bromley, discurriendo después hacia el norte a través del área industrial y residencial de St. Mary Cray, a través de St. Paul's Cray en donde tiempos atrás existió un taller para la elaboración de papel, continúa a lo largo de Foots Cray, y entra en el parque de Foots Cray Meadows.
Aquí pasa bajo el Puente de los Cinco Arcos (Five Arch Bridge, c. 1781) y junto a Loring Hall (c. 1760), que fue residencia de Lord Castlereagh, quien se suicidó allí en 1822. Prosigue su discurrir hacia el norte a lo largo de North Cray y Bexley, en donde se ubican unos baños de agua fría recientemente restaurados (construidos hacia 1766 como parte de la Hacienda Vale Mascal), y a continuación pasa por el parque de Hall Place (construido por John Champneys en 1540).
Gira después hacia el este a lo largo de Crayford y Barnes Cray antes de unirse al Darent, que termina desembocando más al norte en el río Támesis, entre las marismas de Crayford y las de Dartford. Las localidades a las que baña con sus aguas son conocidas en conjunto como The Crays.
A lo largo del río existe una vía pública señalizada denominada The Cray Riverway, que comienza en Foots Cray Meadows y continúa a lo largo de unos 16 km hacia el norte hasta llegar al Támesis. Se promociona como parte del London LOOP.